# Malá Morávka
Malá Morávka är en ort i Tjeckien. Den ligger i den östra delen av landet, 210 km öster om huvudstaden Prag. Malá Morávka ligger 646 meter över havet och antalet invånare är 734.
Terrängen runt Malá Morávka är kuperad åt nordväst, men åt sydost är den platt. Runt Malá Morávka är det ganska tätbefolkat, med 56 invånare per kvadratkilometer. Närmaste större samhälle är Rýmařov, 9,8 km söder om Malá Morávka. Omgivningarna runt Malá Morávka är en mosaik av jordbruksmark och naturlig växtlighet.